# Bounrar
Bounrar  (in arabo بونرار‎?) è un centro abitato e comune rurale del Marocco situato nella provincia di Taroudant, regione di Souss-Massa. Conta una popolazione di 6 304 abitanti (censimento 2014).